# Anne Shelton
Anne Shelton (* 10. November 1923 in Dulwich, London; † 31. Juli 1994 in Herstmonceux, England; eigentlich Patricia Jacqueline Sibley) war eine englische Popsängerin, die vor allem in den 1940er und 1950er Jahren großen Erfolg hatte.

## Leben und Wirken
Anne Shelton machte ihre ersten Aufnahmen 1940/1941 mit dem Bert Ambrose Orchestra und wurde dadurch bekannt, dass sie im Zweiten Weltkrieg in Radiosendungen und mit Konzertauftritten die britischen Truppen unterhielt. Dabei war sie die erste Sängerin, die eine englische Version von „Lili Marleen“ sang. 1944 trat sie mit Glenn Miller und seinem Orchester auf. Während der Zeit der Luftbrücke sang sie mehrmals für Soldaten in Berlin. 1949 hatte sie in den USA zwei Top-30-Hits, „Be Mine“ und „Galway Bay“. Ebenfalls 1949 nahm sie die „Fortsetzung“ von „Lili Marlene“ auf, Johnny Johnstons „The Wedding of Lilli Marlene“, und war damit sieben Wochen lang die Spitzenreiterin der britischen Notenblatt-Charts (Sheet Music Charts), als es dort noch keine Verkaufscharts für Tonträger gab.
In Großbritannien hatte sie dann aber 1956 auch in den inzwischen eingerichteten Singles-Charts einen „offiziellen“ Nummer-eins-Hit mit dem Song „Lay Down Your Arms“' („Leg' Deine Waffen nieder“), der von Johnny Franz produziert war und bei dem Joe Meek einen seiner ersten Jobs als Toningenieur hatte. Der Song kam ursprünglich aus Schweden, wo er unter dem Titel „Ann-Caroline“ bekannt war. In den USA nahmen die Chordettes eine Coverversion auf, die bis auf Platz 16 der US-Charts stieg.
Zweimal nahm sie am britischen Vorentscheid zum Eurovision Song Contest teil (mit den Liedern „I Will Light a Candle“, 1961, und „My Continental Love“, 1963), wurde aber jeweils nur Vierte. 1961 konnte sie aber noch einmal einen Charthit in den Top Ten platzieren – „Sailor“, eine englische Version des deutschen Hits „Seemann“ von Lolita. Sie verlor jedoch das Duell mit Petula Clark, deren Version von „Sailor“ zur selben Zeit ein Nummer-eins-Hit wurde.
Sie sang und spielte auch schon zu Anfang ihrer Karriere in mehreren Filmen. 1979 sang sie auf Bitte von Regisseur John Schlesinger das Lied „I'll Be Seeing You“' in dessen Film „Yanks - Gestern waren wir noch Fremde“. 1980 sang sie für Queen Mum zu deren 80. Geburtstag das Lied „You'll Never Know“.
1990 wurde ihr für ihre Arbeit mit der Not Forgotten Association, einer Wohltätigkeitsorganisation, die sich um behinderte Kriegsveteranen kümmert, der OBE verliehen.
Anne Shelton starb 1994 an einem Herzinfarkt. In ihrem Nachruf schrieb die Daily Mail: „Anne Shelton war für Tausende von Desert Rats die britische Verkörperung der Lili Marlene“.